# Диоген из Эноанды
Диоге́н из Эноа́нды (1-я пол. II в. н. э.) — древнегреческий философ. Образование получил на острове Родос. Последователь Эпикура. Защищал эпикурейское учение от обвинения в безбожии. Подвергал критике учения Пифагора и Эмпедокла о метемпсихозе (учение о реинкарнации).
Наши знания о Диогене ограничиваются тем, что он жил в Эноанде в Ликии (Малая Азия) и около 120 г. н.э. приказал высечь на стене портика в центре города гигантскую надпись, прославлявшую Эпикура и его учение (её длина составляет более 50 м). В ней излагались основные положения эпикурейской физики и этики. Надпись была обнаружена в конце XIX в. и опубликована в 1892 г. Она сохранилась лишь частично – часть плит была употреблена для строительства в последующие эпохи. Диоген решил сделать эту надпись незадолго до своей кончины – он страдал от болезни сердца – для того, чтобы помочь согражданам прийти к правильной жизни (спасти их от страха смерти, страха страданий и дать им безмятежность – атараксию). Кроме изложения учения, в надписи содержались и пассажи, направленные против других школ (Гераклита, Демокрита, Пифагора, скептиков).
Диоген излагал философию Эпикура по его письмам и сборникам изречений. В надписи содержатся цитаты как из известных нам «Главных мыслей» и писем, так и неизвестных текстов. Кроме того, Диоген включил в текст надписи и собственные трактаты «О прежних временах», «Письмо к Антипатру» (о множественности миров) и др. Надпись начинается введением, где он обещает избавить людей от страданий, затем следует сильно пострадавший раздел, посвященный физике, а заканчивается надпись учением об этике и теологии. Диоген призывает довольствоваться разумными удовольствиями, он полемизирует с мантикой, верой в оракулы, переселением душ и пр., но при этом защищает эпикурейцев от обвинений в атеизме. В самом конце он предсказывает наступление нового Золотого века, когда все люди примут взгляды Эпикура, и тогда «жизнь богов перейдет к людям».